# Янгера
Янгера (Самбатукса) — малая река в России, протекает по Лодейнопольскому району Ленинградской области. Длина реки составляет 26 км, площадь водосборного бассейна — 106 км².

## География
Вытекает из водоёма у деревни Андреевщина. Течёт на восток, затем на северо-запад, затем на юго-запад. Других населённых пунктов на реке нет. Впадает в озеро Янгерское (по данным водного реестра), по картам озеро Янгерское — промежуточный этап, она вытекает из него протокой (по данным водного реестра: протока без названия № 1185) и впадает в озеро Инемское, из которого вытекает Инема. Эта протока Янгера считается рекой, она пересекает федеральную трассу М18 «Кола», где стоит мост.
В среднем течении в Янгеру впадает правый приток — Долгий ручей.

## История
Река — место боёв в Великую Отечественную. Хасан Лагустанович Харазия вспоминал:

100-й гвардейской стрелковой дивизии надлежало форсировать Свирь вслед за 98-й дивизией, наступать во втором эшелоне корпуса в направлении на Кондуши. С выходом же частей 98-й гвардейской стрелковой дивизии на рубеж Вехкозеро, Пригон-болото продолжать наступление уже в первом эшелоне корпуса. Ближайшая задача — во взаимодействии с 98-й гвардейской овладеть рубежом отметка 85,4, Порфиевская, а к исходу дня быть уже на рубеже Янгера, Карельская.
И вот мы уже на речном берегу. Река Самбатукса (Янгера) — горная, с довольно быстрым течением. Её ширина — до 15, а глубина — до 1 метра. Дно каменистое. Это могло значительно затруднить форсирование реки, в особенности для боевой техники.
Противоположный берег Самбатуксы господствовал над нашим, что также давало противнику явные преимущества. А вокруг лес, в самом центре обороны врага — обширное болото, так что лобовые удары по ней были совершенно исключены.

## Данные водного реестра
По данным государственного водного реестра России относится к Балтийскому бассейновому округу, водохозяйственный участок реки — Водные объекты бассейна озера Ладожское без рек Волхов, Свирь и Сясь, речной подбассейн реки — Нева и реки бассейна Ладожского озера (без подбассейна Свирь и Волхов, российская часть бассейнов). Относится к речному бассейну реки Нева (включая бассейны рек Онежского и Ладожского озера).
Код объекта в государственном водном реестре — 01040300212102000011860.